# Initao
Initao é um município de  primeira classe de renda municipal (d) na província Misamis Oriental, nas Filipinas. De acordo com o censo de 1 de maio  de  2020 possui uma população de 33 902 pessoas e 8 756 domicílios.